# Geoff Pierson
Pour les articles homonymes, voir Pierson.
Geoff Pierson est un acteur américain né le 16 juin 1949 à Chicago, Illinois (États-Unis).

## À la télévision
Il est connu pour son rôle de Tom Matthews dans la série télévisée Dexter.
Il tenait également le rôle principal de la série Unhappily Ever After et jouait dans des séries telles que That '80s Show ou Veronica Mars. Il interpréta également le président John Keeler dans 24 Heures chrono.

## Filmographie

### Cinéma
- 1995 : Instant de bonheur (Two Bits) de James Foley : Dr. Wilson
- 1997 : Petit Poucet l'espiègle (Leave It to Beaver) d'Andy Cadiff : Entraîneur de football Gordon
- 1998 : The Right Way de George Taglianetti
- 2001 : En territoire ennemi (Behind Enemy Lines) de John Moore : Amiral Donnelly
- 2001 : Face aux serpents (Venomous) de Fred Olen Ray : General Arthur Manchek
- 2004 : Spartan de David Mamet : Pearce
- 2006 : Juste une fois ! (Stay) de Bobcat Goldthwait : Papa
- 2007 : D-War de Shim Hyung-rae : Secretaire de la Défense
- 2007 : Already Dead de Joe Otting : Pierce
- 2008 : A Line in the Sand de Jeffrey Chernov : Le maire
- 2008 : L'Échange de Clint Eastwood : S.S. Hahn
- 2008 : Max la menace (Get Smart) de Peter Segal : Vice-président
- 2009 : World's Greatest Dad de Bobcat Goldthwait : Principal Anderson
- 2011 : J. Edgar de Clint Eastwood : Alexander Palmer
- 2011 : Jack et Julie (Jack and Jill) de Dennis Dugan : Carter Simmons
- 2012 : God Bless America de Bobcat Goldthwait : le patron de Frank
- 2014 : Le Second Souffle (You're Not You) de George C. Wolfe

### Télévision
- 2001 : Friends : Mr. Franklin (saison 8, épisode 05)
- 2003 : 24 heures chrono : Sénateur puis président John Keeler (Saisons 3 et 4, 19 épisodes)
- 2005 : L'Aventure du Poséidon (The Poseidon Adventure) de John Putch : Amiral Jennings
- 2006 : Esprits criminels (Criminal minds) : Max Ryan (saison 1, épisode 15)
- 2006 - 2013 : Dexter : Commissaire Tom Matthews
- 2008 : Mentalist :  Noah Plaskett (Saison 1, épisode 23)
- 2009 : Better Off Ted : Elijah Palmer (saison 1, épisode 11)
- 2010 : Fringe : Arnold McFadden (saison 2, épisode 13)
- 2011 - 2012 : Castle : M. Smith, le mystérieux ami de Roy Montgomery (saison 4, épisodes 1, 12 et 23 / saison 5, épisode 1)
- 2013 : Revenge : Juge Barnes (Saison 2 épisode 10)
- 2016 : Person of Interest : Agent du FBI Roberts (Saison 5, épisode 10)
- 2017 : Designated Survivor : l'ancien président Cornelius Moss
- 2022 : The Terminal List : Sénateur Joe Pryor